# Apalone mutica
La tortuga de caparazón blando lisa (Apalone mutica) es una de las tortugas de caparazón blando en el género Apalone.

## Descripción
Perteneciente a la familia Trionychidae, Apalone mutica, la tortuga de caparazón blando lisa, cómo el resto de especies englobadas en esta familia y a diferencia de los emídinos americanos con los que comparte el mismo nicho ecológico, es eminentemente acuática. Los individuos jóvenes, rara vez abandonan el medio acuático, limitándose a desplazarse a zonas poco profundas, donde el nivel del agua permite a éstos alcanzar la superficie para respirar sin emplear excesiva energía y asolearse a la vez. Este comportamiento, propicia una correcta absorción de la radiación UV B, indispensable para la síntesis de la vitamina D3 y evita la aparición de afecciones micóticas en el sensible espaldar que caracteriza a esta familia. Los individuos subadultos, conforme se van aproximando a la madurez sexual, comienzan a salir del medio acuático, hacia la parte emergente, aunque este comportamiento es extremadamente poco común en machos. Las hembras grávidas, tras la fecundación escuadriñan el terreno en busca de un emplazamiento adecuado y con las extremidades posteriores, excavan una fosa de profundidad y dimensiones variables para efectuar la puesta.
Apalone mutica es la especie más pequeña y pacífica de esta familia. 
Es espaldar es totalmente plano y carece de escudos córneos en la coraza. Los extremos de las patas están dotadas de membranas interdigitales muy desarrolladas. Su particular estructura, que la diferencia de los comunes emídinos americanos denota una alta adaptación a la vida acuática.
Los individuos alcanzan la madurez sexual a los 6 o 7 años de edad. Las hembras son profusamente más grandes que los machos alcanzando de 17 a 22 cm de espaldar, mientras que los machos, mucho más pequeños adquieren una longitud de 11 a 17,5 cm de espaldar, si bien ambos sexos pueden alcanzar longitudes levemente mayores. La longitud máxima conocida en esta especie es de 35,6 cm de espaldar (con una longitud estimada de más de 20 cm en el disco óseo que conforma la caja torácica.)
Presentan una librea con líneas y manchas irregulares con tonalidades ligeramente más oscuras que el resto del espaldar. Una línea longitudinal de coloración clara se dibuja tras los ojos hasta el cuello, del mismo modo, esta variación de la pigmentación está presente tenuemente en el borde del espaldar y las extremidades, así como en el plastrón. 
En las hembras, la pigmentación se intensifica y el patrón de la librea presenta líneas y manchas mayores debido a engrandecimiento y dilatación del espaldar, al alcanzar un mayor tamaño.
A la tortuga de caparazón blando Lisa en inglés se le conoce por “Smooth Soft-shelled Turtle”.

## Hábitat
Esta tortuga es natural del centro de los Estados Unidos. Su distribución comprende desde los estados de Ohio a Minnesota hasta el extremo occidente de la Florida y Texas.
Su ecosistema lo conforman ríos y remansos de agua de curso lento, lagos, torrentes, canales y acequias no contaminadas, así como pantanos y embalses. Las poblaciones de Apalone mutica, al igual que las otras especies pertenecientes a este género, suelen encontrarse en zonas con poca vegetación y fondos fangosos y arenosos donde suele enterrarse, dejando solo a la vista el cuello y la región cefálica. 
Es relativamente frecuente observarla asoleándose mientras flota en la superficie, cuando es molestada o percibe un peligro potencial se sumerge rápidamente hacia zonas más profundas.

## Mantenimiento en cautividad
Su posesión y mantenimiento en cautividad es legal pues se trata de una especie de libre adquisición. No está inscrita en el Apéndice CITES y ni en el libro rojo de la UICN.
El mantenimiento en cautividad es algo más complejo que el de emídinos americanos, tan extendidos en tiendas y establecimientos especializados. Para ello es necesario un tanque que respete siempre y cómo mínimo el doble de la longitud del caparazón de la tortuga, pero teniendo en cuenta la longitud que alcanzan los individuos adultos. 22 cm (hembras) y los 17,5 (machos). Una zona seca no será necesaria, a no ser que la tortuga esté enferma o vaya a desovar. Un sistema de filtrado potente será necesario ya que esta especie de tortuga es justamente la más frágil del género Apalone, por tener el espaldar totalmente liso, más propenso a sufrir rozaduras y pequeñas heridas. Serán precisos frecuentes cambios de agua, aunque todo depende del sistema de filtrado que instale en el tanque ,del alimento que se desaprovechado y el mantenimiento e higienización de éste.
La adición de varios centímetros de arena fina son aconsejables para toda esta familia, pues suelen excavar en el sustrato para enterrarse. Este comportamiento libera a los ejemplares del estrés procedente de la competencia intraespecífica, si los mantenemos con otros ejemplares o por otros factores, propiciando además la secreción de mucus en la sensible piel del espaldar, cuya finalidad es aislar y proteger la dermis.
Un calentador para acuarios u otro sistema de emisión térmica será necesario para asegurar unos 23-28 °C que es la temperatura idónea para esta especie. Si se desea hibernarlas, se requiere mantener el agua a temperaturas más bajas. Unos 2 gramos por litro de sal y yodo fluorada serán muy útiles para prevenir infecciones y afecciones cutáneas causadas por organismos patógenos procedentes de una higiene deficitaria.
Por último, debemos equipar el tanque de una iluminación correcta. En el mercado existen distintos sistemas de iluminación para proveer al ejemplar en cuestión una dosis correcta de radiación UV A y UV B. Su instalación es indispensable para sintetizar y asimilar la vitamina B3, así como para asegurar un comportamiento natural no solo en los quelonios sino en todos los reptiles diurnos.
La alimentación deben componerla piensos y alimentos balanceados destinados a quelonios, si bien, son eminentemente ictiófagas. Así pues, peces, (en establecimientos especializados de acuariofilia es relativamente fácil encontrar Nannobrycon spp. y Nannostomus spp.), insectos tales como grillos o cucarachas, o larvas de quironómidos y otros invertebrados acuáticos, (se pueden adquirir fácilmente congelados), deben conformar su dieta ya que es exclusivamente carnívora. Los individuos adultos pueden aceptar pequeños ratones y otros vertebrados de pequeño tamaño. También pueden suministrarse animales del campo y bosque siempre que estén alejados de ciudades, o de elementos perjudiciales, tales como contaminantes, insecticidas, pesticidas y /o fertilizantes, cómo caracoles, babosas, lombrices, crustáceos isópodos entre otros, por ello, debido a la imposibilidad del aficionado para analizar estos componentes, así cómo que muchos de estos organismos actúan como un considerable reservorio de parásitos, no se recomienda su utilización.
Se debe tener especial cuidado con individuos recién importados o sometidos a numerosas horas de viaje, sobre todo si se trata de ejemplares muy jóvenes. Desgraciadamente, los exportadores e importadores suelen tratarlos con antibióticos cómo la enrofloxacina para evitar un resultado positivo en Salmonella spp. en los controles y certificados requeridos para la importación-exportación de reptiles, factor que sumado al profuso estrés al que se ven sometidos los individuos durante el transporte, causa en la gran mayoría de casos, distintas afecciones o enfermedades, que llegan en muchos casos inmudeprimidos. En estos casos, más aún, teniendo especial cuidado con los ejemplares recién nacidos y de corta edad, se desaconseja totalmente el uso de tratamientos agresivos o que puedan crear un mayor estrés, tratando de reducirlo siempre en la medida de lo posible.

## Alimentación
Es eminentemente carnívora. En su hábitat natural alimenta de peces que encuentran,(sobre todo de especies pertenecientes a los géneros Nannostomus y Nannobrycon, Nannostomus beckfordi y Nannobrycon eques,) crustáceos, renacuajos, ranas, pequeños reptiles, babosas y otros invertebrados acuáticos. Los individuos adultos pueden predar sobre las crías y ocasionalmente ingieren algún vegetal.

## Reproducción
Las hembras grávidas, tras la fecundación escuadriñan el terreno en busca de un emplazamiento adeacuado y alternando movimientos con las extremidades posteriores, excaban una fosa de profundidad y dimensiones variables (normalmente de forma rectangular) para efectuar la puesta. Ésta suele producirse como mínimo de forma anual, entre los meses de Mayo y julio, si bien pueden efectuar una segunda puesta entre agosto y octubre. La puesta consiste de 3 a 33 huevos totalmente esféricos y la incubación toma de 11 a 13 semanas, pero este periodo es variable pues depende exclusivamente de la temperatura ambiental.
Cabe mencionar que a diferencia de otros organismos, en los quelonios el sexo de las crías no viene determinado genéticamente sino epigenéticamente, determinando el sexo de éstas la temperatura del microambiente de los huevos durante las primeras etapas del desarrollo embrionario. Generalmente, a temperaturas bajas, salen solo ejemplares de sexo masculino, y a temperaturas altas solo ejemplares de sexo femenino, si bien puede haber un reparto equitativo de sexos cuando las temperaturas han sido intermedias.
Las puestas, muchas veces están influidas por las fases lunares, siendo más frecuentes poco antes de la luna llena o al inicio de la fase de luna menguante.